# Ołeksandr Proswirnin
Ołeksandr Borysowycz Proswirnin (ukr. Олександр Борисович Просвірнін; ros. Александр Борисович Просвирнин, Aleksandr Borisowicz Proswirnin; ur. 24 sierpnia 1964 w Worochcie, zm. 15 sierpnia 2010 w Kijowie) – ukraiński kombinator norweski reprezentujący ZSRR, brązowy medalista mistrzostw świata.

## Kariera
W Pucharze Świata zadebiutował 29 grudnia 1983 roku w Oberwiesenthal. W tym starcie nie tylko od razu zdobył pierwsze pucharowe punty, ale także stanął na podium, zajmując drugie miejsce w konkursie rozgrywanym metodą Gundersena. W pozostałych konkursach sezonu 1983/1984 pięciokrotnie plasował się w czołowej dziesiątce, ale na podium nie stawał. W klasyfikacji generalnej zajął czwarte miejsce, tracąc do trzeciego w klasyfikacji Geira Andersena z Norwegii 10 punktów. W lutym 1984 roku wystąpił na Igrzyskach Olimpijskich w Sarajewie, gdzie trzynasty wynik na skoczni i szósty czas biegu pozwoliły mu zająć szóste miejsce. Miesiąc później osiągnął swój największy sukces wspólnie z Aleksandrem Majorowem i Ildarem Garifulinem zdobywając brązowy medal w sztafecie na Mistrzostwach Świata w Rovaniemi.
W 1985 roku wystąpił na Mistrzostwach Świata w Seefeld, gdzie zajął czternaste miejsce w zawodach indywidualnych. Ponadto w zawodach drużynowych wraz z Allarem Levandim i Aleksandrm Majorowem zajął czwarte miejsce, przegrywając walkę o brązowy medal z reprezentantami Finlandii o nieco ponad 3 punkty. W zawodach pucharowych startował do końca sezonu 1986/1987, ale już nie punktował. Nie brał udziału w Mistrzostwach Świata w Oberstdorfie w 1987 roku.

## Osiągnięcia

### Igrzyska Olimpijskie
| Miejsce | Dzień     | Rok  | Miejscowość | Konkurencja              | Wynik zwycięzcy | Strata      | Zwycięzca    |
| ------- | --------- | ---- | ----------- | ------------------------ | --------------- | ----------- | ------------ |
| 6.      | 12 lutego | 1984 | Sarajewo    | Indywidualnie K-90/15 km | 422.595 pkt     | –22.410 pkt | Tom Sandberg |

### Mistrzostwa świata
| Miejsce | Dzień       | Rok  | Miejscowość | Konkurencja          | Wynik zwycięzcy | Strata     | Zwycięzca        |
| ------- | ----------- | ---- | ----------- | -------------------- | --------------- | ---------- | ---------------- |
| 3.      | 18 marca    | 1984 | Rovaniemi   | Sztafeta K-90/3x5 km | 1189.46 pkt     | –5.94 pkt  | Norwegia         |
| 14.     | 18 stycznia | 1985 | Seefeld     | Gundersen K-90/15 km | 410.10 pkt      | –39.88 pkt | Hermann Weinbuch |
| 4.      | 25 stycznia | 1985 | Seefeld     | Sztafeta K-90/3x5 km | 1276.90 pkt     | –77.56 pkt | RFN              |

### Puchar Świata

#### Miejsca w klasyfikacji generalnej
- sezon 1983/1984: 4.
- sezon 1984/1985: –
- sezon 1985/1986: –
- sezon 1986/1987: –

#### Miejsca na podium
| Nr | Data            | Miejscowość    | Konkurencja         | Wynik zwycięzcy | Pozycja | Strata     | Zwycięzca      |
| -- | --------------- | -------------- | ------------------- | --------------- | ------- | ---------- | -------------- |
| 1. | 29 grudnia 1983 | Oberwiesenthal | Gundersen K90/15 km | 435.300 pkt     | 2.      | –7.445 pkt | Andreas Langer |